# しゅごキャラ! ノリノリ!キャラなりズム♪
『しゅごキャラ! ノリノリ!キャラなりズム♪』は、コナミデジタルエンタテインメントが開発し、2009年8月6日に発売したニンテンドーDS用リズムゲームである。

## 概要
『しゅごキャラ!』のDSゲーム第3弾である。前作、前々作は、本編部分が恋愛シミュレーションゲーム風のゲーム内容となっていたが、本作では内容を一新し、リズムゲームとなっている。
本作には、『しゅごキャラ!』（『しゅごキャラ!! どきっ』）のアニメ版第85話、第86話で登場した優亜とセシルが登場する。これらのキャラクターは本来、本作のためにデザインされたアニメオリジナルキャラクターであり、本作の作品舞台も第86話終了以降の人物関係を背景としている。
ゲーム開始時点では使用できない機能について、『なかよし』や『しゅごキャラ!』関連の商品に記載されているパスワードを入力する事で、機能制限の封印を解く（解禁する）ことができるというシステムが搭載されている（前々作の「公衆電話」での番号入力に相当する）。左記、パスワードによる解禁機能で追加シナリオが使用可能となる旨が公式サイト上で公開されているが、追加シナリオの解禁のためのパスワードは現在も更新中である。

## あらすじ
主人公の日奈森亜夢（ひなもりあむ）は、通学途中でこれまでに見たことのない新種の×たま「♪たま」（うたたま）を目撃する。浄化させようと試みるものの、リズム感がなく、歌うのが苦手なあむには荷が重く、浄化できずに逃げられてしまう。あむは、ガーディアンの仲間たちから歌の特訓を受け、「♪たま」浄化、そして「♪たま」出現の謎に迫っていく。

## 登場キャラクター
本作には、しゅごキャラ!アニメ版に登場するキャラクターが多数登場する。とくに説明のない限り、概要節で示した本作舞台背景時点でのキャラクター設定に準ずる。そのため、説明の多くはしゅごキャラ!の登場人物に譲ることとし、本節ではゲーム版での特別な情報のみを記載する。

### 主人公としゅごキャラたち
日奈森亜夢（ひなもり　あむ）、ラン、ミキ、スゥ、ダイヤ
ダイヤは他のゲーム同様、あくまでナレーション的な意味での登場である。

### 本作メインの登場キャラクター
ここでは、漫画版やアニメ版と比較して、本作への関与がとくに高いキャラクターのみに限定する。また、「♪たま」事件に深く関与する事項はここでは説明せず、以降の「♪たま事件の真相」節に説明を譲る。
桜井 優亜（さくらい ゆあ）
本作製作のためにデザインされたキャラクターである。関連作品群への登場ではアニメが先行している。作品舞台設定上、アニメ登場よりも後という設定となっている。そのため、既に歌が好きであることを公言しており、モデルの仕事を休んで歌のオーディションにも出場するが、それによって「♪たま」事件に深く関わっていくこととなる。
アニメでは、第86話において悪いキャラなり「バッドシンガードリーム」と化すが、本作でも♪たまの影響を受けて「バッドシンガードリーム」と化した優亜が登場する。本作では更に、アニメでは登場しなかった、セシルとの（良い）キャラなり「ワンダフルシンガー」も登場する。
セシル
優亜同様、本作製作のためにデザインされたキャラクターであり、アニメへの登場が先行している。優亜の「歌が好き」という想いから生まれたしゅごキャラであるが故、アニメでは歌が嫌いと公言していた優亜から離れて行動することも多かったセシルであるが、本作においては基本的に優亜と一緒に行動している。
大野木寛（おおのき ひろし）
声 - 宮坂俊蔵
音楽事務所オリュンポスの社長。「♪たま」事件に深く関わる。ネーミングはアニメシリーズのスタッフ名から。
セイレーン
「パンドラの箱」に眠っているとされる、歌を愛する預言者にして、歌の神。

### ガーディアンとしゅごキャラ
辺里 唯世（ほとり ただせ）、キセキ
藤咲 なぎひこ（ふじさき - ）
本作においては、なでしこはパスワードでの登場。また、しゅごキャラたちはたまごに眠ったままとなっている。
相馬 空海（そうま くうかい）、ダイチ
結木 やや（ゆいき - ）、ペペ
真城 りま（ましろ - ）、クスクス
三条 海里（さんじょう かいり）、ムサシ
舞台背景時点では海里は遠方に離れて過ごしているが、姉ゆかりの仕事の手伝いで、聖夜学園の近くに一時滞在することとなる。そして、あむが歌の特訓をしていると聞いて、手助けのためにとあむの歌の特訓のコーチを申し出る。
天河 司（あまかわ つかさ）
「♪たま」の登場に伴い、助言を聞きにきた唯世に対して関連のありそうなおとぎ話を聞かせる。しかし、その真偽については深く説明しないという、いつもの司らしい説明となっている。

### イースター社としゅごキャラ
月詠 幾斗（つきよみ いくと）、ヨル
イースターの手からは逃れた設定となっている。
ほしな 歌唄（ - うたう）、イル、エル
二階堂 悠（にかいどう ゆう）
三条 ゆかり（さんじょう - ）

### 聖夜学園
山吹 沙綾（やまぶき さあや）
鈴木 誠一郎（すずき せいいちろう）
あむの歌の特訓のコーチを引き受ける。あむの熱狂的ファンでありながら、作中で優亜の熱狂的ファンであるかのような行動を取ることで、りまのツッコミを受けることになる。

### その他
日奈森 亜実（ひなもり あみ）

## ゲームシステム
前作や前々作ではボタン操作も可能となっていたが、本作においては、操作はすべてタッチスクリーンへのタッチ操作で行われ、スタートメニュー画面を含め、ボタンは使用しない。
本編の進行は、他のミニゲームおよびミニゲーム中でプレイ可能な曲を解禁させる効果を持つ。この、本編プレイでミニゲーム解禁という仕組みは、前作や前々作同様となっている。
また、ミニゲームはいずれも「しゅごトイショップ」にて「しゅごトイ」（しゅごキャラグッズ）の購入に必要な「しゅごポイント」を獲得する効果を持つ。ミニゲームでは成績によって獲得される「しゅごポイント」は変動するようになっている。なお、本編を進行させると、本編中の♪たまがり分の「しゅごポイント」獲得に加え、本編シナリオプレイに伴う「しゅごポイント」も加算される。

### 本編
本編のゲーム内容は、選択肢を持つアドベンチャーパートと、アドベンチャーパートで「♪たま」登場の際およびその特訓の際に突入する「♪たまがり」のアクションパートで構成される。
アドベンチャーパートのゲーム内容は、選択肢分岐は設けられているものの、ストーリーの主題に影響のある選択肢ではなく、基本ストーリーは一本道となっている。一部、登場キャラクターが変わる（つまりは解禁される曲に影響のある）選択肢も設けられているが、ほとんどはボケや意地っ張りキャラとしての演出などに留められている。アイキャッチや次回予告等、全5話（プロローグとエピローグを合わせると7話）のアニメ風の演出が施されている。「オートモード」「既読スキップ」「メッセージ履歴」などの機能は設けられていない。
アクションパートのゲーム内容は、「♪たまがり」と同等である。
ストーリーの進行に応じて後述のミニゲームが徐々に解禁されていく。また、ミニゲームでプレイ可能な曲も徐々に解禁されていく。

### ♪たまがり
本作のメインとなるアクションゲームであり、本編およびミニゲーム内でプレイ可能である。
一般的な音楽ゲームに準拠する内容となっている。画面左から「リズムだま」と呼ばれるマークが流れてきて、画面右のタイミングゲージにマークが到達するタイミングに合わせてタッチスクリーンをタッチするというものである。タッチを成功させることでしゅごノリゲージが溜まっていくこととなる。また、タッチに失敗するとしゅごノリゲージが減少することとなる。ゲージが最低ラインに達するとゲームオーバーである。なお、ゲージが最高ラインに達しても内部的にはゲージはそれ以降に伸びているため、最高ラインを達した後にタッチに失敗しても、表面上は必ずしも即座にゲージが減少するわけではない。左利き設定（マークを右から流し、タイミングゲージを左とする設定）は設けられていない。
本編においては、ゲームは大きく、キャラなり前とキャラなり後の2部構成となっている。キャラなり前では、曲が終わるまでにゲージが最大まで溜まらないとゲームオーバー、ゲージが最大に溜まると曲は中止され、キャラなりの変身バンクの演出が行われるとともに、キャラなり後に移行する。キャラなり後では、曲終了までにゲージが最低ラインに達するとゲームオーバー、曲終了時にゲージが残っていればクリアとなる。ゲームオーバー後に自動的にコンティニュー扱いとなり、キャラなり前から再プレイとなる。なお、キャラなり前後で曲は一新され、ゲージも毎回初期化される。
ミニゲーム内では、本編におけるきゃらなり後に相当するゲーム内容となっている。
本編ではゲームの進行に従って難易度が上がるようになっている。また、ミニゲーム内では難易度を「やさしい」「ふつう」「むずかしい」の3種から選択可能となっている。「リズムだま」には「リズムだま」「はやだま」「おそだま」「連だま」の4種類が存在し、難易度によって登場する種類が増えるようになっている。また、音符の流れるレーン数も難易度によって増えていく。
ミニゲーム内では、プレイ時に歌を歌いながらダンスを踊るキャラクターを選択する要素があり、「アミュレットハート」「アミュレットスペード」「アミュレットクローバー」（ここまではあむのキャラなり）と「ワンダフルシンガー」（これは優亜のキャラなり）から選択することが可能である。本編内では、あむのキャラなり3種の中からランダムに選択される。
プレイ可能な曲は15曲あり、それらについては音楽節で説明する。

### しゅごトイショップ
本編およびミニゲームで獲得したしゅごポイントを使用することで、同ゲーム内で「しゅごトイ」と呼ばれるしゅごキャラグッズ（以降、単にグッズと表記）を購入することが可能となっている。購入したグッズはコレクションルームで鑑賞することが可能となっている。購入可能なグッズの種類は以下の通りである。
キャラクター人形
タッチすることで様々な台詞を聞くことができる人形である。登場人物を模した人形となっている。
しゅごキャラ笑い袋／怒り袋／泣き袋
タッチすることで様々な笑い声／怒り声／泣き声を聞くことができる袋である。登場するしゅごキャラがデザインされた袋となっている。
しゅごキャラ!ブロマイド
しゃべるブロマイドである。なお、ブロマイドの撮影背景は本作ではなくアニメ版に登場する場面であり、優亜が登場する第85話、第86話には限定していない。例えば、あむと、エルとのキャラなり「アミュレットエンジェル」やイルとのキャラなり「アミュレットデビル」など。
しゅごキャラ!設定画
設定画である。こちらはしゃべらない。

### その他のミニゲーム
以下は純粋にミニゲーム要素であるため、ゲーム内容の詳細については割愛する。難易度を「やさしい」「ふつう」「むずかしい」の3種から選択可能である点は♪たまがりと同様である。
あむちゃんダッシュ
通路上に点在するおんぷを集めるゲームである。3レーンで構成され、自動スクロールとなっている。また、おんぷを連続して集めることで、スクロール速度が上がるようになっている。
かきかきおえかき
制限時間以内に手本と同じように色分けをしながらお絵描きを行うゲームである。
あつめておんぷ
画面上部からスゥが落とすおんぷの中から、画面下部に表示されるおんぷと同じものを集めるゲームである。

## ♪たま事件の真相
音楽事務所オリュンポスの社長である大野木には、ギャンブルで大儲けしたいという夢があった。その夢を叶えるため、開けることで「未来を予知するチカラ」が手に入ると噂されている「パンドラの箱」を入手することに成功する。しかし、箱は開かなかった。箱を無理やり開けようとしたことから箱にヒビが入り、そこから「♪たま」が漏れだしたというのが、「♪たま」事件の真相である。大野木はキャラ持ちではないため「♪たま」を見ることはできず、それが故、「♪たま」が漏れていることには気づいていなかった。
歌を愛する預言者セイレーンによって封じられた「パンドラの箱」を開けるには、セイレーンと感応する歌声を持つ者の歌によってのみ開くことができるとされ、後にそのような歌声の者を「歌の神セイレーン」と呼ばれるようになったといわれている。
オリュンポスは歌のオーディションを開く。それは、「パンドラの箱」に感応する人物を探すためであった。そして、「パンドラの箱」に感応する優亜はオーディションに合格。このことによって、優亜およびガーディアンたちは事件の核心に迫っていくことになる。

## 音楽
本節では、♪たまがり（本編においてはキャラなり後）で使用される曲を記す。これらのうち、アニメ収録曲以外はいずれも、本作発売日の前日（2009年8月5日）に発売された『しゅごキャラ!キャラクターソングコレクション2』に収録されている。本節では、作詞作曲等の詳細情報は左記のCDに含まれているもののみを記すこととする。その他の曲に関する作詞作曲等の詳細情報は、「しゅごキャラ!の該当節」を参照のこと。
なお、本編、ミニゲームともに、本作においてはショートバージョンのみの収録となっている。
カラフルハートビート
作詞 - 斉藤恵 / 作曲 - 斉藤恵 / 編曲 - 斉藤恵 / 歌 - あむ with ガーディアン
本作のオープニング使用曲である。
シークレットプリンセス
作詞 - 斉藤恵 / 作曲 - 市川淳 / 編曲 - Di'LL / 歌 - あむ&優亜
本作の本編エンディング使用曲である。なお、アニメ第86話（優亜が登場する話）のエンディングテーマとしても使用されている。
太陽が似合うよ
作詞 - 斉藤恵 / 作曲 - 伊橋成哉 / 編曲 - 山崎淳 / 歌 - ほしな歌唄
ちいさな星 ～The Little Prince～
作詞 - 斉藤恵 / 作曲 - 斉藤恵 / 編曲 - 斉藤恵 / 歌 - 辺里唯世
いつかはロマンス
作詞 - 斉藤恵 / 作曲 - 斉藤恵 / 編曲 - 斉藤恵 / 歌 - 真城りま
大きくなぁれ!
作詞 - 斉藤恵 / 作曲 - 斉藤恵 / 編曲 - 斉藤恵 / 歌 - 結木やや
花手紙
作詞 - 斉藤恵 / 作曲 - 斉藤恵 / 編曲 - 斉藤恵 / 歌 - 藤咲なぎひこ・藤咲なでしこ
CD収録では、1番をなでしこ、2番をなぎひこが歌っているが、本作に収録されているものは2番、なぎひこパートのみのショートバージョンである。
月夜のマリオネット
作詞 - 斉藤恵 / 作曲 - 伊橋成哉 / 編曲 - 山崎淳 / 歌 - 月詠イクト
にじいろキャラチェンジ
歌 - あむ with ラン・ミキ・スゥ
アニメ第73話挿入歌、しゅごキャラ!DSゲームシリーズの前作『しゅごキャラ! あむのにじいろキャラチェンジ』のオープニングテーマでもある。
いいことありそう
歌 - ラン・ミキ・スゥ
アニメ第64話挿入歌である。
君のBirthday
歌 - 日奈森あむ
アニメ第69話挿入歌である。
迷宮バタフライ
歌 - ほしな歌唄
アニメ版各話での挿入歌である。
BLACK DIAMOND
歌 - ブラックダイヤモンズ Vo：ほしな歌唄
アニメ版各話での挿入歌である。
みんなのたまご
歌 - しゅごキャラエッグ!
アニメ版第52話 - 第64話のオープニングテーマである。
ロッタラ ロッタラ
歌 - Buono!
アニメ版第52話 - 第68話のエンディングテーマである。